# Бесараб Сергій Васильович
Сергій Васильович Бесараб (нар. 1984, Новогрудок, Гродненська область, Білорусь) — білоруський хімік, громадський активіст та популяризатор науки, відомий своїми дослідженнями у сфері радіоактивності, ядерної безпеки та екологічного захисту. Один із небагатьох вчених, що відкрито виступили проти політичних репресій у білоруському науковому середовищі. Після подій 2020 року був звільнений з держустанов та зазнав переслідувань за громадянську позицію. Залишив Білорусь у червні 2023 року через загрозу арешту та з того часу перебуває у Європейському Союзі, де продовжує наукову та публічну діяльність.

## Біографія та освіта
Народився у 1984 році в Новогрудку, Гродненська область. Закінчив з відзнакою місцеву середню школу №3, багаторазовий переможець олімпіад з хімії. Здобув ступінь бакалавра на кафедрі радіаційної хімії хімічного факультету Білоруського державного університету, спеціалізувався на дослідженні радіаційно-індукованих вільних радикалів (науковий керівник — професор Олег Шадиро). Далі отримав магістерський диплом у Національній академії наук, дослідження виконував під керівництвом Олександра Третьяка (хімія скла). Дисертаційні дослідження проводились під керівництвом академіка Володимира Комарова у сфері поверхневої хімії

## Наукова діяльність
З 2010 року працював науковим співробітником лабораторії адсорбентів в Інституті загальної та неорганічної хімії НАН Білорусі. Досліджував неорганічні пористі матеріали, адсорбенти та каталізатори, має 12 патентів, публікації увійшли до ТОП-100 досягнень наук Білорусі. Двічі перемагав у республіканському конкурсі наукових досліджень. Брав участь у розробках полімерних гідрогелів, впроваджував інновації у кардіохірургії, організував перший у Білорусі науковий хакатон.

## Наукова журналістика й громадська діяльність
З 2019 року веде Telegram-блог LAB-66, присвячений хімії, громадській безпеці й радіаційному захисту, що є найбільшим білоруським ресурсом, пов’язаним із науковою комунікацією у галузі хімічних наук. Матеріали блогу широко цитуються у ЗМІ, використовуються у журналістських розслідуваннях. Після початку повномасштабного вторгнення Росії в Україну інформацію з каналу активно використовували у своїх матеріалах розслідувачі моніторингового OSINT-проєкту «Білоруський Гаюн».
Як футуролог Бесараб публікував прогнози щодо розвитку штучного інтелекту, синтетичної біології й енергетики. Співпрацює з незалежними ініціативами, надає експертні коментарі з питань екологічних порушень, небезпеки хімічної індустрії, сприяє розслідуванням щодо корупції та репресій у науковому середовищі.

## Громадянська позиція та переслідування
У 2020 році опублікував наукові спростування звинувачень проти громадянських активістів, підписав звернення від науковців щодо засудження насильства. Через це був звільнений із інституту і включений до списку репресованих учених. Активно підтримував колег, допомагав організувати Фонд наукової солідарності, виступав за свободу академічної думки та проти пропаганди. 
На початку березня 2022 року, вже після початку повномасштабного вторгнення Росії в Україну, на сторінці Національної академії наук Білорусі у мережі LinkedIn, яку за власною ініціативою заснував і адміністрував Бесараб, був оприлюднений Звернення білоруської наукової спільноти проти війни в Україні. Публікація швидко набула широкого розголосу через великі незалежні білоруські Telegram-канали, у відповідь Презідіум НАН Білорусі виступив з офіційною заявою, у якій намагався спростувати Звернення та підтвердив пропозиції офіційної проурядової позиції Академії наук.
Після критики розміщення російської ядерної зброї в Білорусі його Telegram-канал визнали екстремістським, а самого Бесараба влада звинуватила у спричиненні шкоди державі. Після публічних погроз із боку КДБ був змушений емігрувати до ЄС.